# Llista d'asteroides/200801-200900
| Nom      | Designació provisional | Data de descobriment   | Lloc de descobriment | Descobridor/s  |
| -------- | ---------------------- | ---------------------- | -------------------- | -------------- |
| 200801 - | 2001 XD133             | 14 de desembre de 2001 | Socorro              | LINEAR         |
| 200802 - | 2001 XU135             | 14 de desembre de 2001 | Socorro              | LINEAR         |
| 200803 - | 2001 XJ142             | 14 de desembre de 2001 | Socorro              | LINEAR         |
| 200804 - | 2001 XO143             | 14 de desembre de 2001 | Socorro              | LINEAR         |
| 200805 - | 2001 XZ150             | 14 de desembre de 2001 | Socorro              | LINEAR         |
| 200806 - | 2001 XU151             | 14 de desembre de 2001 | Socorro              | LINEAR         |
| 200807 - | 2001 XZ163             | 14 de desembre de 2001 | Socorro              | LINEAR         |
| 200808 - | 2001 XD166             | 14 de desembre de 2001 | Socorro              | LINEAR         |
| 200809 - | 2001 XL173             | 14 de desembre de 2001 | Socorro              | LINEAR         |
| 200810 - | 2001 XR173             | 14 de desembre de 2001 | Socorro              | LINEAR         |
| 200811 - | 2001 XO174             | 14 de desembre de 2001 | Socorro              | LINEAR         |
| 200812 - | 2001 XG178             | 14 de desembre de 2001 | Socorro              | LINEAR         |
| 200813 - | 2001 XE179             | 14 de desembre de 2001 | Socorro              | LINEAR         |
| 200814 - | 2001 XJ179             | 14 de desembre de 2001 | Socorro              | LINEAR         |
| 200815 - | 2001 XF181             | 14 de desembre de 2001 | Socorro              | LINEAR         |
| 200816 - | 2001 XQ181             | 14 de desembre de 2001 | Socorro              | LINEAR         |
| 200817 - | 2001 XO187             | 14 de desembre de 2001 | Socorro              | LINEAR         |
| 200818 - | 2001 XD188             | 14 de desembre de 2001 | Socorro              | LINEAR         |
| 200819 - | 2001 XF189             | 14 de desembre de 2001 | Socorro              | LINEAR         |
| 200820 - | 2001 XM189             | 14 de desembre de 2001 | Socorro              | LINEAR         |
| 200821 - | 2001 XM208             | 11 de desembre de 2001 | Socorro              | LINEAR         |
| 200822 - | 2001 XG210             | 11 de desembre de 2001 | Socorro              | LINEAR         |
| 200823 - | 2001 XS211             | 11 de desembre de 2001 | Socorro              | LINEAR         |
| 200824 - | 2001 XL216             | 14 de desembre de 2001 | Socorro              | LINEAR         |
| 200825 - | 2001 XN219             | 15 de desembre de 2001 | Socorro              | LINEAR         |
| 200826 - | 2001 XM220             | 15 de desembre de 2001 | Socorro              | LINEAR         |
| 200827 - | 2001 XU220             | 15 de desembre de 2001 | Socorro              | LINEAR         |
| 200828 - | 2001 XE223             | 15 de desembre de 2001 | Socorro              | LINEAR         |
| 200829 - | 2001 XB225             | 15 de desembre de 2001 | Socorro              | LINEAR         |
| 200830 - | 2001 XK232             | 15 de desembre de 2001 | Socorro              | LINEAR         |
| 200831 - | 2001 XL234             | 15 de desembre de 2001 | Socorro              | LINEAR         |
| 200832 - | 2001 XC238             | 15 de desembre de 2001 | Socorro              | LINEAR         |
| 200833 - | 2001 XY238             | 15 de desembre de 2001 | Socorro              | LINEAR         |
| 200834 - | 2001 XZ238             | 15 de desembre de 2001 | Socorro              | LINEAR         |
| 200835 - | 2001 XF239             | 15 de desembre de 2001 | Socorro              | LINEAR         |
| 200836 - | 2001 XW239             | 15 de desembre de 2001 | Socorro              | LINEAR         |
| 200837 - | 2001 XQ242             | 14 de desembre de 2001 | Socorro              | LINEAR         |
| 200838 - | 2001 XG245             | 15 de desembre de 2001 | Socorro              | LINEAR         |
| 200839 - | 2001 XO247             | 15 de desembre de 2001 | Socorro              | LINEAR         |
| 200840 - | 2001 XN254             | 9 de desembre de 2001  | Mauna Kea            | S. S. Sheppard |
| 200841 - | 2001 XD256             | 5 de desembre de 2001  | Haleakala            | NEAT           |
| 200842 - | 2001 XR264             | 14 de desembre de 2001 | Socorro              | LINEAR         |
| 200843 - | 2001 XD266             | 14 de desembre de 2001 | Socorro              | LINEAR         |
| 200844 - | 2001 YW9               | 17 de desembre de 2001 | Socorro              | LINEAR         |
| 200845 - | 2001 YW10              | 17 de desembre de 2001 | Socorro              | LINEAR         |
| 200846 - | 2001 YG14              | 17 de desembre de 2001 | Socorro              | LINEAR         |
| 200847 - | 2001 YW14              | 17 de desembre de 2001 | Socorro              | LINEAR         |
| 200848 - | 2001 YT16              | 17 de desembre de 2001 | Socorro              | LINEAR         |
| 200849 - | 2001 YH18              | 17 de desembre de 2001 | Socorro              | LINEAR         |
| 200850 - | 2001 YX20              | 18 de desembre de 2001 | Socorro              | LINEAR         |
| 200851 - | 2001 YK30              | 18 de desembre de 2001 | Socorro              | LINEAR         |
| 200852 - | 2001 YD35              | 18 de desembre de 2001 | Socorro              | LINEAR         |
| 200853 - | 2001 YP44              | 18 de desembre de 2001 | Socorro              | LINEAR         |
| 200854 - | 2001 YG54              | 18 de desembre de 2001 | Socorro              | LINEAR         |
| 200855 - | 2001 YB58              | 18 de desembre de 2001 | Socorro              | LINEAR         |
| 200856 - | 2001 YF62              | 18 de desembre de 2001 | Socorro              | LINEAR         |
| 200857 - | 2001 YD63              | 18 de desembre de 2001 | Socorro              | LINEAR         |
| 200858 - | 2001 YR63              | 18 de desembre de 2001 | Socorro              | LINEAR         |
| 200859 - | 2001 YG69              | 18 de desembre de 2001 | Socorro              | LINEAR         |
| 200860 - | 2001 YB70              | 18 de desembre de 2001 | Socorro              | LINEAR         |
| 200861 - | 2001 YW70              | 18 de desembre de 2001 | Socorro              | LINEAR         |
| 200862 - | 2001 YY70              | 18 de desembre de 2001 | Socorro              | LINEAR         |
| 200863 - | 2001 YT72              | 18 de desembre de 2001 | Socorro              | LINEAR         |
| 200864 - | 2001 YC75              | 18 de desembre de 2001 | Socorro              | LINEAR         |
| 200865 - | 2001 YH78              | 18 de desembre de 2001 | Socorro              | LINEAR         |
| 200866 - | 2001 YA80              | 18 de desembre de 2001 | Socorro              | LINEAR         |
| 200867 - | 2001 YA83              | 18 de desembre de 2001 | Socorro              | LINEAR         |
| 200868 - | 2001 YU84              | 18 de desembre de 2001 | Socorro              | LINEAR         |
| 200869 - | 2001 YV84              | 18 de desembre de 2001 | Socorro              | LINEAR         |
| 200870 - | 2001 YU86              | 18 de desembre de 2001 | Socorro              | LINEAR         |
| 200871 - | 2001 YW88              | 18 de desembre de 2001 | Socorro              | LINEAR         |
| 200872 - | 2001 YX89              | 18 de desembre de 2001 | Socorro              | LINEAR         |
| 200873 - | 2001 YS98              | 17 de desembre de 2001 | Socorro              | LINEAR         |
| 200874 - | 2001 YV104             | 17 de desembre de 2001 | Socorro              | LINEAR         |
| 200875 - | 2001 YL106             | 17 de desembre de 2001 | Socorro              | LINEAR         |
| 200876 - | 2001 YV106             | 17 de desembre de 2001 | Socorro              | LINEAR         |
| 200877 - | 2001 YC108             | 17 de desembre de 2001 | Socorro              | LINEAR         |
| 200878 - | 2001 YQ116             | 18 de desembre de 2001 | Socorro              | LINEAR         |
| 200879 - | 2001 YC125             | 17 de desembre de 2001 | Socorro              | LINEAR         |
| 200880 - | 2001 YD126             | 17 de desembre de 2001 | Socorro              | LINEAR         |
| 200881 - | 2001 YG126             | 17 de desembre de 2001 | Socorro              | LINEAR         |
| 200882 - | 2001 YT127             | 17 de desembre de 2001 | Socorro              | LINEAR         |
| 200883 - | 2001 YJ131             | 18 de desembre de 2001 | Socorro              | LINEAR         |
| 200884 - | 2001 YS135             | 20 de desembre de 2001 | Socorro              | LINEAR         |
| 200885 - | 2001 YX147             | 18 de desembre de 2001 | Anderson Mesa        | LONEOS         |
| 200886 - | 2002 AJ9               | 10 de gener de 2002    | Oaxaca               | J. M. Roe      |
| 200887 - | 2002 AY11              | 10 de gener de 2002    | Campo Imperatore     | CINEOS         |
| 200888 - | 2002 AJ12              | 10 de gener de 2002    | Campo Imperatore     | CINEOS         |
| 200889 - | 2002 AS12              | 10 de gener de 2002    | Campo Imperatore     | CINEOS         |
| 200890 - | 2002 AS15              | 8 de gener de 2002     | Socorro              | LINEAR         |
| 200891 - | 2002 AE17              | 14 de gener de 2002    | Socorro              | LINEAR         |
| 200892 - | 2002 AU22              | 5 de gener de 2002     | Palomar              | NEAT           |
| 200893 - | 2002 AQ28              | 7 de gener de 2002     | Anderson Mesa        | LONEOS         |
| 200894 - | 2002 AM34              | 10 de gener de 2002    | Palomar              | NEAT           |
| 200895 - | 2002 AR38              | 9 de gener de 2002     | Socorro              | LINEAR         |
| 200896 - | 2002 AA41              | 9 de gener de 2002     | Socorro              | LINEAR         |
| 200897 - | 2002 AM41              | 9 de gener de 2002     | Socorro              | LINEAR         |
| 200898 - | 2002 AR41              | 9 de gener de 2002     | Socorro              | LINEAR         |
| 200899 - | 2002 AJ43              | 9 de gener de 2002     | Socorro              | LINEAR         |
| 200900 - | 2002 AV43              | 9 de gener de 2002     | Socorro              | LINEAR         |